# Ulrike Blome
Clara Wilhelmine Ulrike Blome (* 7. Mai 1944 in Posen, vereinzelt  auch  Ulrike Blume; † 17. Februar 2021) war eine deutsche Schauspielerin.

## Leben

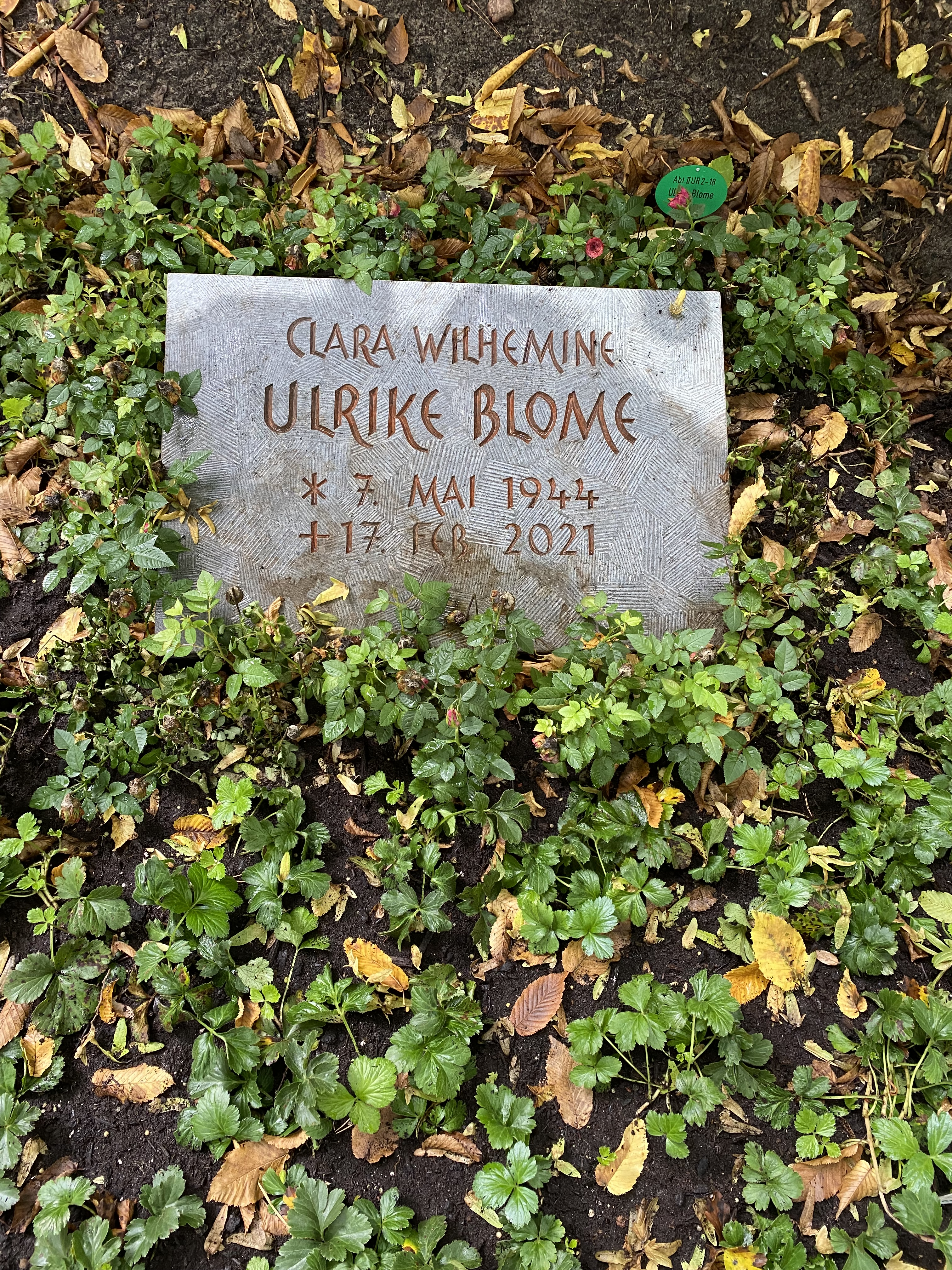
Grabstätte auf dem Friedhof Heerstraße

Ulrike Blome begann im Jahr 1963 mit 19 Jahren ihre Theaterkarriere mit Auftritten an verschiedenen deutschen Bühnen. Später kamen auch Theatertourneen hinzu. So sind im Jahr 1967 Mitwirkungen in der Komödie Corinne und der Seebär von Karl Wittlinger in einer Inszenierung von Lothar Trautmann am Contra-Kreis-Theater in Bonn und in der Spielzeit 1968/1969 in der Komödie Vierzig Karat von Pierre Barillet und Jean-Pierre Gredy  am Theater am Kurfürstendamm in Berlin zu verzeichnen. Unter der Regie von Herbert Ballmann spielten dort neben ihr Gisela Uhlen, Gerhart Lippert, Horst Niendorf und Friedrich Schönfelder.
Neben der Schauspieltätigkeit führte Ulrike Blome von 1973 bis 1987 als Geschäftsführerin eine Kunstagentur. Von 1987 bis 2004 war sie Leiterin des Kunstamtes Berlin-Charlottenburg, zu dem seinerzeit die Villa Oppenheim gehörte.
Ulrike Blome wirkte zudem in Film- und Fernsehproduktionen mit. Darunter befand sich 1969 der Spielfilm Dr. med. Fabian – Lachen ist die beste Medizin von Harald Reinl mit Hans-Joachim Kulenkampff,  Martin Held und Agnes Windeck. In den Fernsehserien Von Liebe keine Rede mit Stefan Behrens und Monika Lundi, Die Melchiors mit Hans Putz und Hansi Jochmann und Der Anwalt mit Heinz Bennent und Susanne Beck spielte sie in den 1970er Jahren jeweils durchgehende Rollen. Ulrike Blome trat als Darstellerin darüber hinaus in einzelnen Folgen von Hafenpolizei und Butler Parker auf.
Ulrike Blome verstarb Mitte Februar 2021 im Alter von 76 Jahren und wurde auf dem Berliner Friedhof Heerstraße beigesetzt. Die Grabstätte liegt in Abt. II UR 2-18.

## Filmografie (Auswahl)
- 1965: Immer und noch ein Tag (Fernsehfilm)
- 1966: Hafenpolizei (Fernsehserie) – Der Nerz
- 1967: Ist er gut? – Ist er böse? (Fernsehfilm)
- 1968: Ein kleines Fest (Fernsehfilm)
- 1969: Dr. med. Fabian – Lachen ist die beste Medizin
- 1970: Otto, der Klavierstimmer (Fernsehserie) – Postillon d’amour
- 1971: Der Raub der Sabinerinnen (Fernsehaufzeichnung aus dem Millowitsch-Theater)
- 1971: Von Liebe keine Rede (Fernsehserie) – 13 Folgen als Abiturientin Cotta
- 1972: Butler Parker (Fernsehserie) – Die Kidnapper
- 1972–1973: Die Melchiors (Fernsehserie) – 26 Folgen als Agathe Melchior
- 1973: Die Kriminalerzählung (Fernsehserie) – Die Hülse mit dem grünen Faden
- 1975: Unter einem Dach (Fernsehserie) – Warten auf Golz
- 1976: Der Anwalt (Fernsehserie) – 13 Folgen als Fräulein Lattmann
- 1982: Die Klassefrau (Fernsehfilm)
- 1986: Abenteuer in Bangkok (Fernsehfilm)
- 1987: 16.00 Uhr – Konditorei Kranzler (Regie: Eberhard Weißbarth)